# Géant du Tourmalet

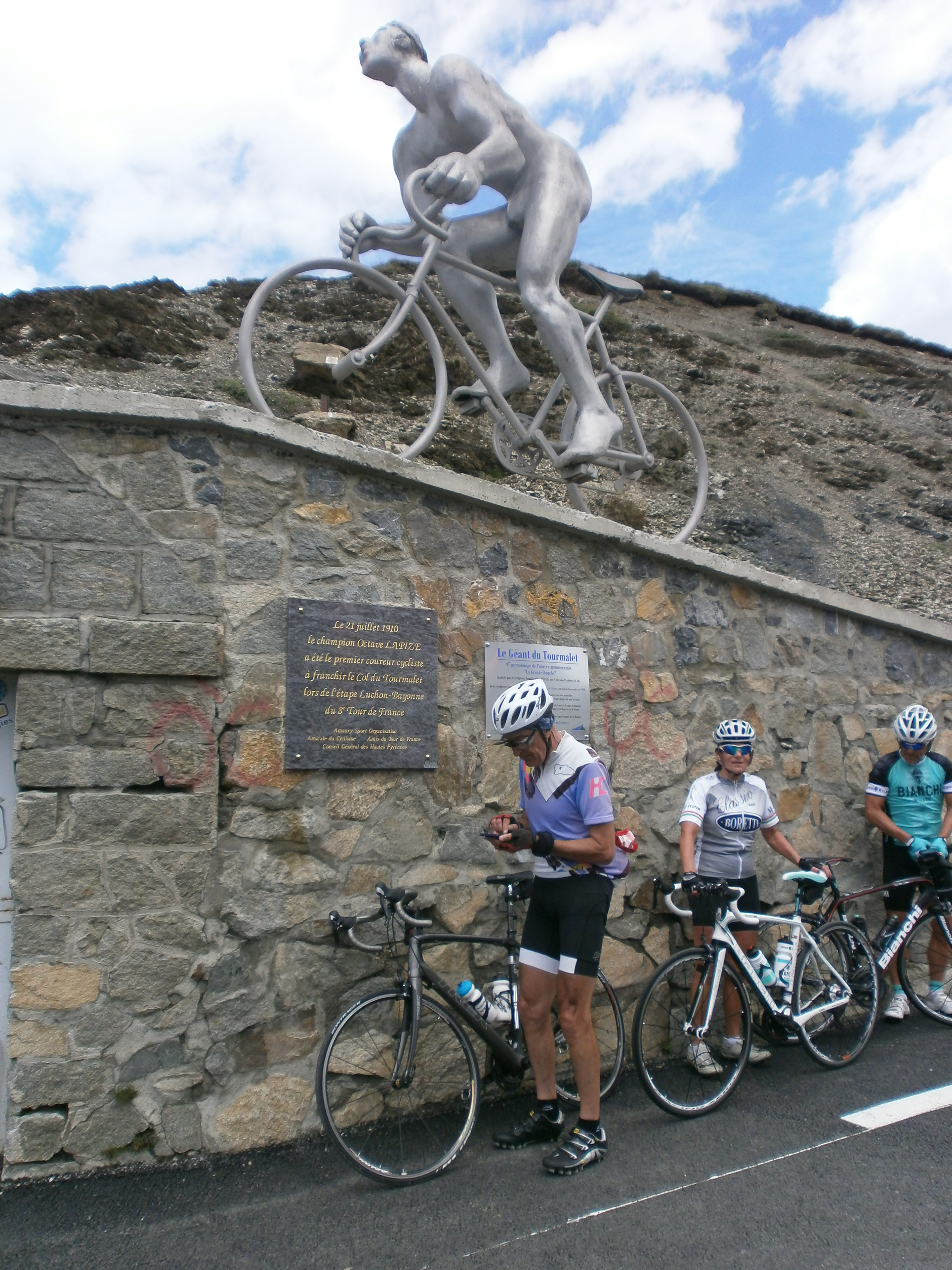

Der Géant du Tourmalet (Riese des Tourmalet) ist eine Skulptur, die an die erste Überquerung des Col du Tourmalet im Rahmen der Tour de France 1910 erinnert. Weil der französische Radrennfahrer Octave Lapize der führende Fahrer bei dieser Überquerung war, hat die Skulptur den Beinamen Octave le Géant erhalten.
Die Skulptur wurde vom französischen Künstler Jean-Bernard Métais geschaffen. Sie bildete zunächst einen Teil der wesentlich größeren Skulptur La Grande Boucle (die große Schleife). La Grande Boucle wurde von Métais in den Jahren 1995–1996 geschaffen und ist auf einer Raststätte der französischen Autobahn A64 ausgestellt. Sie stellt die Tour de France in den französischen Pyrenäen dar. Im Juni 1999 wurde der Géant du Tourmalet ausgegliedert und zum ersten Mal auf dem Col du Tourmalet installiert.
Der Géant du Tourmalet besteht aus Eisen, ist 3 m hoch, 2,40 m lang und wiegt 350 kg.
Die Skulptur wird nur in der Sommersaison auf der Passhöhe des Col du Tourmalet ausgestellt. Dieser Bergpass liegt auf 2115 Metern über dem Meeresspiegel und befindet sich in der Wintersaison mitten in einem Skigebiet. Daher wird die Skulptur im Winter zum Schutz vor der Witterung und zur Vermeidung von Unfällen in das im Tal gelegene Dorf Gerde in der Nähe von Bagnères-de-Bigorre gebracht und dort ausgestellt. Jeden ersten Samstag im Juni findet das Volksfest Montée du Géant (Aufstieg des Riesen) statt. Dabei wird die Skulptur auf einem offenen Lastwagen wieder auf die Passhöhe gefahren. Dieser Lastwagen wird in einer Art Prozession von über tausend Radfahrern begleitet. Auf der Passhöhe angekommen, wird der Géant du Tourmalet dann feierlich an seinem Sommer-Standort montiert.